# Ratskeller (Cochstedt)

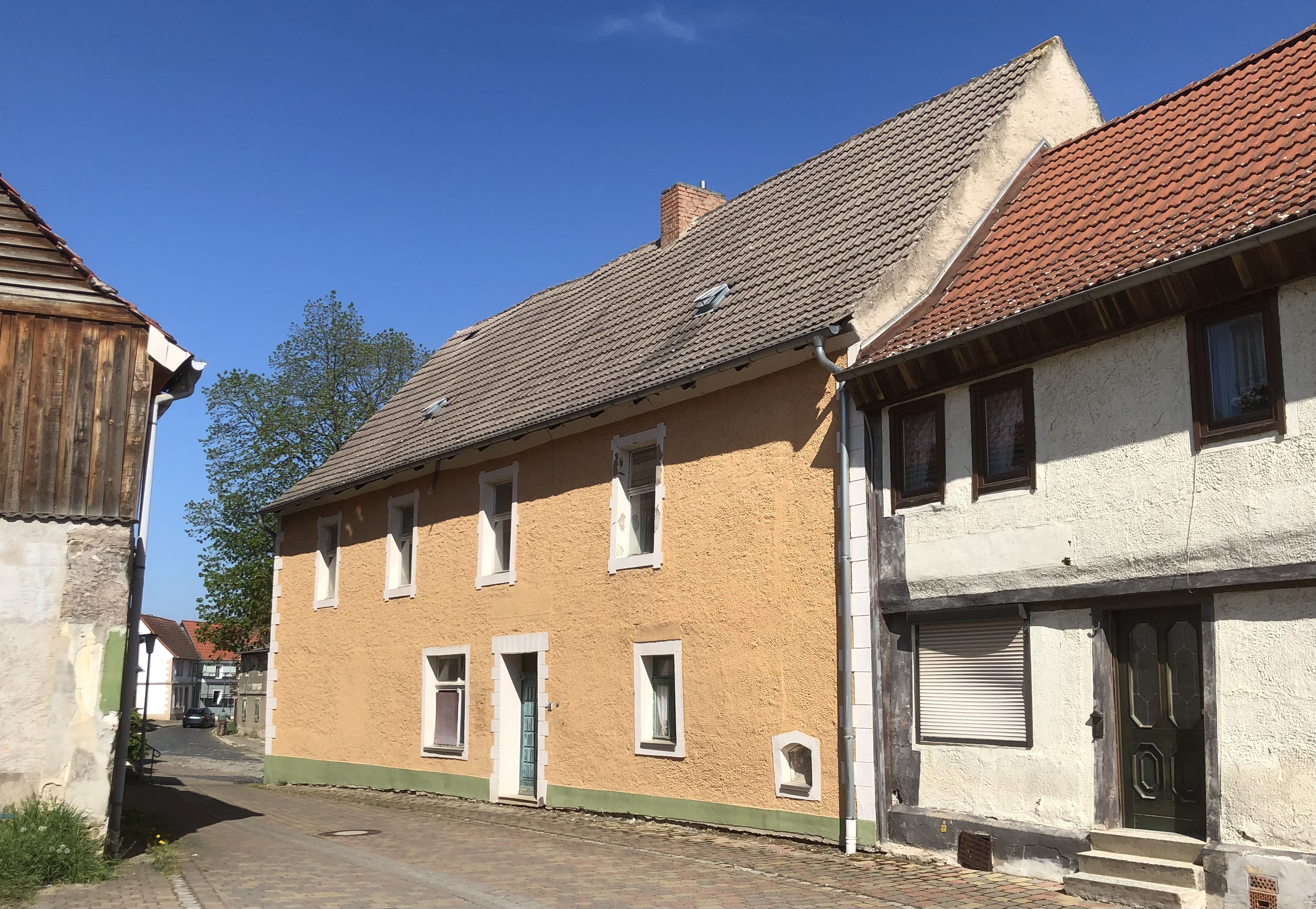
Ratskeller im Jahr 2022

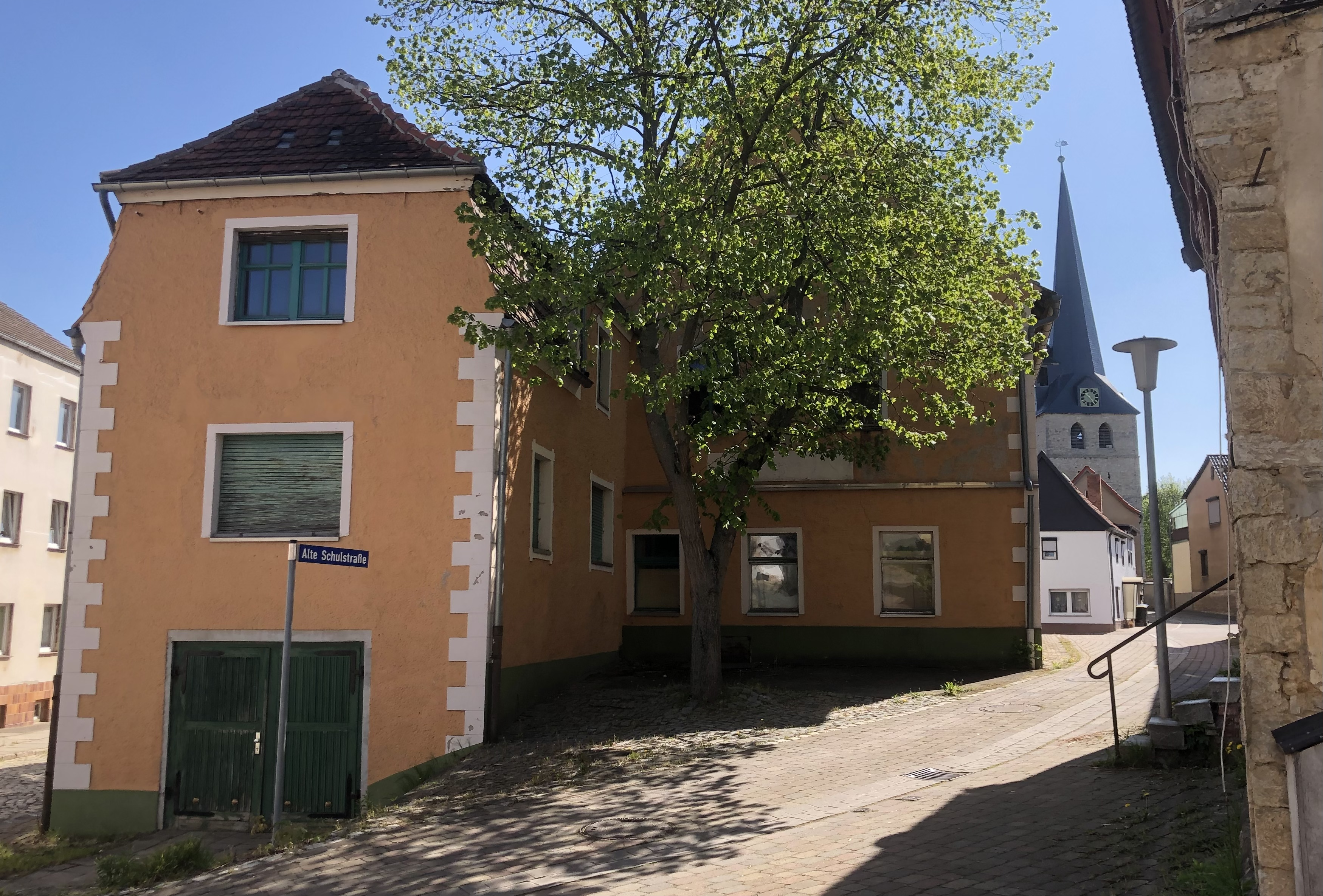
Blick von Westen

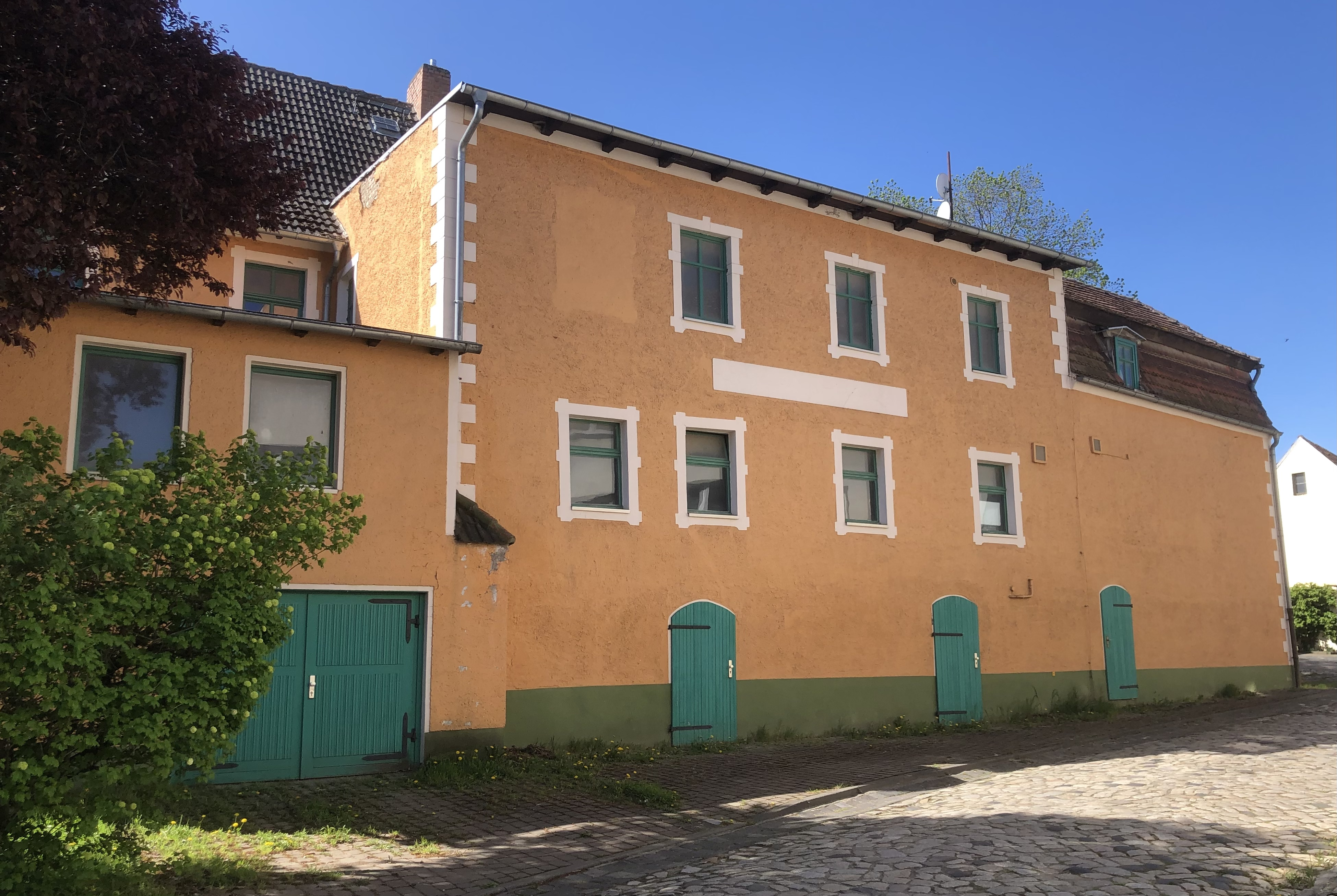
Rückseite nach Norden zur Marktstraße

Der Ratskeller ist ein denkmalgeschütztes Gasthaus in Cochstedt in Sachsen-Anhalt. Derzeit (Stand 2022) besteht jedoch keine gastronomische Nutzung.

## Lage
Das Gebäude befindet sich im Ortszentrum des zur Stadt Hecklingen gehörenden Ortsteils Cochstedt, auf der Nordseite der Alten Schulstraße an der Adresse Alte Schulstraße 1. Der Ratskeller liegt dabei in einer markanten Ecklage an der Einmündung der Alten Schulstraße auf die Marktstraße, die nördlich des Gasthauses entlangläuft. In der Vergangenheit bestand die Adressierung Schulstraße 1. Unmittelbar östlich des Ratskellers steht das gleichfalls denkmalgeschützte Haus Alte Schulstraße 3.

## Architektur und Geschichte
Das an einer Weggabelung angelegte, das Straßenbild prägende Gasthaus geht auf eine historische Poststation zurück. Es besteht aus zwei Gebäudeteilen. Der westliche Teil zur Gabelung hin stammt dabei zum Teil aus dem frühen 18. Jahrhundert, ist jedoch im Kern wohl älter. 
Im örtlichen Denkmalverzeichnis ist das Gasthaus unter der Erfassungsnummer 094 16499 als Baudenkmal eingetragen.